# Claire Moutou
Claire Moutou és una astrofísica francesa especialitzada en la detecció i caracterització de planetes extrasolars, dels quals n'ha descobert vint des del 2005.
Moutou és astrònoma resident al Observatori del Canadà, França, Hawaii (CFHT) a Hawaii des del 2013 i directora d'investigació per al Centre National de la Recherche Scientifique (CNRS). Després d'una tesi de doctorat en astrofísica a París el 1996, ha estat treballant a l'Observatori de Haute Provence, a l'Observatori Europeu Austral (ESO) i al Laboratori d'Astrofísica de Marsella. Ha estat involucrat en la recerca d'exoplanetes utilitzant diversos mètodes, des dels trànsits amb la missió CoRoT europea, mitjançant velocitats radials amb els instruments HARPS i Sophie, i per imatgeria directa amb l'instrument ESO/Esfera. Ha explorat observacionalment les interaccions entre les estrelles i els planetes en òrbites molt properes i les propietats magnètiques de les estrelles que alberguen planetes.
El 2014 fou guardonada amb el Premi Ernest Dechelle de l'Acadèmia Francesa de les Ciències.
És descobridora, com a primer autor, dels exoplanetes: HD 27894 b, HD 2638 b i HD 63454 b (2005); CoRoT-4 b (2008); HD 131664 b, HD 145377 b, HD 20868 b, HIP 2247 b, HD 153950 b i HD 73267 b (2009); HD 25171 b, HD 1690 b i HD 217786 b (2011); HD 159243 c, HD 159243 b, HD 13908 b, HIP 91258 b i HD 13908 c (2013); CoRoT-22 b (2014); i HD 108341 b (2015).